# Pterospermum megalanthum
Pterospermum megalanthum är en malvaväxtart som beskrevs av Elmer Drew Merrill. Pterospermum megalanthum ingår i släktet Pterospermum och familjen malvaväxter. Inga underarter finns listade i Catalogue of Life.